# 25 guldenów gdańskich 1930
25 guldenów gdańskich 1930 – złota moneta bulionowa Wolnego Miasta Gdańska wybita z datą roczną 1930 r.

## Awers
W centralnej części znajduje się herb Gdańska umieszczony na tarczy podtrzymywanej przez dwa lwy, u góry napis w dwóch wierszach „Freie / Stadt Danzig” (pol.:Wolne Miasto Gdańsk), na dole rok 1930.

## Rewers
Na tej stronie umieszczono posąg Neptuna z trójzębem, u góry nominał 25, po obu stronach posągu napis „Gul den”.

## Rant
Na rancie umieszczono wklesły napis „NEC * TEMERE * NEC TIMIDE *”, tzn. ani lekkomyślnie, ani bojaźliwie.

## Nakład
Monetę bito w mennicy w Berlinie, w złocie próby 917, na krążku o średnicy 22 mm, masie 7,988 grama, w nakładzie 4000 sztuk. Autorem projektu był R.Kullrich.

## Opis
Do przełomu XX i XXI w. moneta jedynie incydentalnie pojawiała się na rynku kolekcjonerskim, wyraźnie rzadziej niż 25-guldenówka z 1923 r., co miało odzwierciedlenie w cenach katalogowych obydwu numizmatów publikowanych w tamtym okresie. Na początku XXI w. względna relacja stopnia rzadkości obu monet uległa odwróceniu, z powodu pojawienia się w obrocie pewnej liczby egzemplarzy rocznika 1930.